# Gesneria reticulata
Gesneria reticulata är en tvåhjärtbladig växtart som först beskrevs av August Heinrich Rudolf Grisebach, och fick sitt nu gällande namn av Ignatz Urban. Gesneria reticulata ingår i släktet Gesneria och familjen Gesneriaceae. Inga underarter finns listade i Catalogue of Life.